# КД Годой Крус
Клуб Депортиво Годой Крус Антонио Томба, по известен като Годой Крус (на испански: Club Deportivo Godoy Cruz Antonio Tomba, Godoy Cruz) е аржентински спортен клуб от Годой Крус, най-известен с футболния си отбор.

## История
Отборът е основан на 21 юни 1921 г. под името Спортиво Годой Крус, а след сливането с Депортиво Бодего Антонио Томба на 25 април 1930 г. получава сегашното си име. Годой Крус дълго време играе на местно ниво, печелейки шампионата на провинция Мендоса през 1944, 1947, 1950, 1951, 1954, 1968, 1989 и 1990. През 1994 г. печели турнира Торнео дел Интериор, а с това и промоция за Примера Б Насионал. За първи път Годой Крус достига най-високото ниво на аржентинския футбол през 2006 г. след спечелване на шампионата на втора дивизия. Още следващата година отборът отпада от Примера дивисион, но се връща веднага след следващия сезон, завършвайки на второ място в Примера Б Насионал. В турнира Клаусура през 2010 г. Годой Крус завършва на трето място с 37 точки. Това е рекорд за най-голям сбор точки, постиган от отбор, недиректно свързан с Аржентинската футболна асоциация (отбори под администрацията на Федералния съвет към АФА, тоест отбори извън Буенос Айрес, агломерацията на Буенос Айрес, Росарио и Санта Фе). Това класиране дава право на Годой Крус да участва в турнира за Копа Либертадорес, което е и първо участие в турнира за отбор, недиректно свързан с АФА. През 2011 г. Годой Крус отново завършва на трето място в турнира Клаусура.

## Прякори
Отборът е наричан „Винарите“ (Bodeguero) заради Антонио Томба, на когото е кръстен Депортиво Бодего Антонио Томба. Томба, италианец по произход, е една от важните личности в историята на провинция Мендоса, защото полага основите на винарството по тези земи. Другият прякор – „Експресът“ (El Expreso), е свързан с близостта на предишния стадион на отбора до железопътна линия.

## Успехи
- Примера дивисион
  - Трето място (2): 2010 К, 2011 К
- Примера Б Насионал
  - Шампион (1): 2006
  - Вицешампион (1): 2008
- Торнео дел Интериор
  - Шампион (1): 1994
- Лига Мендосина
  - Шампион (8): 1944, 1947, 1950, 1951, 1954, 1968, 1989, 1990

## Рекорди
- Най-много мачове в Примера дивисион: Ариел Рохас (113)
- Най-много голове в Примера дивисион: Леандро Карузо (16)
- Най-голяма победа
  - в Примера дивисион: 6:1 срещу Ол Бойс (2011)
  - във втора дивизия: 7:1 срещу Институто де Кордоба (1995)
- Най-голяма загуба
  - в Примера дивисион: 0:4 срещу Велес Сарсфийлд (2010 и 2011)
  - във втора дивизия: 1:6 срещу Атлетико Рафаела (1998)

## Известни играчи
- Ариел Рохас
- Габриел Валес
- Диего Вилар
- Диего Посо
- Диего Фигередо
- Енцо Перес
- Леандро Карузо
- Мариано Торези
- Мартин Астудило
- Мауро Пой
- Нелсон Ибанес
- Николас Олмедо
- Роберто Хименес
- Рубен Пас
- Себастиан Торико
- Фабиан Басуадо
- Хайро Кастийо
- Хорхе Курбело
- Хосимар Москера